# Кругликов, Анатолий Иванович
Анатолий Иванович Кругликов (род. 10 сентября 1957, Перенка, Смоленская область) — российский сверхмарафонец, шестикратный чемпион России. Заслуженный мастер спорта России (2000).

## Биография
Вначале занимался лыжными гонками. В 1991 году перешел на сверхмарафон. Первый старт — 100 км в Ереване (январь 1991 года, сошёл).
Чемпион мира по суточному бегу 2005 года в личном и серебряный призёр в командном зачете, экс-рекордсмен России по суточному бегу — 275,982 км (24—25.06.1995, Подольск). Обладатель Кубка Европы по суточному бегу (1993).
По профессии — учитель физкультуры.